# Acacia kettlewelliae
Acacia kettlewelliae — вид квіткових рослин з родини бобових. Ареал: Австралія (Новий Південний Уельс, Вікторія).

## Середовище
Він росте в сухих склерофільних лісах і лісах, часто на гранітних схилах пагорбів.

## Біоморфологічна характеристика
Це кущ або невелике дерево висотою 2–10 метрів. Гілочки голі. Тонкі вічнозелені філодії розташовані на піднятих виступах стебла і мають довгасту, вузькоеліптичну або вузько-прямоланцетну форму. Філодії мають довжину приблизно від 4 до 10 см і ширину від 3 до 10 мм з одною ясною та неясними бічними жилками. Цвіте з вересня по грудень і утворює китицеподібні суцвіття, які ростуть у верхніх пазухах. Сферичні квіткові голови містять від 8 до 11 нещільно упакованих яскравих світло-золотистих квіток. Стручки голі й покриті дрібним білим порошком. Стручки мають довжину від 5 до 10 см і ширину від 8 до 14 мм і розкриваються односторонньо. Тьмяно-чорне насіння в стручках розташоване поздовжньо і має косу, видовжено-еліптичну або яйцевидну форму завдовжки 4–5 мм.